# Percy Stulz
Percy Stulz (* 22. Juli 1928 in Dorsten; † 19. März 2018 in Hamburg) war ein deutscher Historiker. Er war von 1975 bis 1980 Direktor bei der UNESCO in Paris.

## Leben und wissenschaftliche Karriere

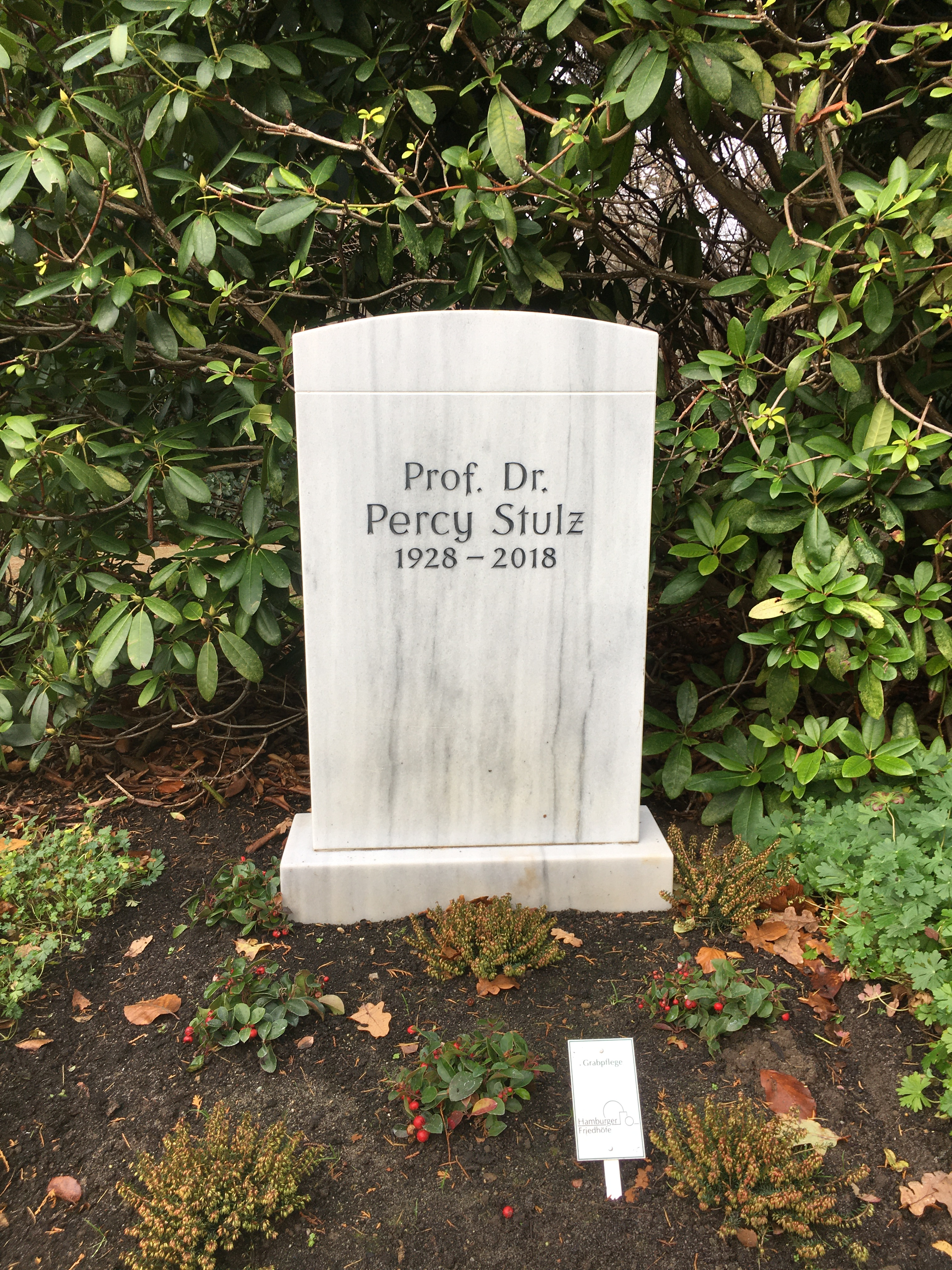
Grabstätte auf dem Friedhof Ohlsdorf im Planquadrat J 10

Percy Stulz war der Sohn eines jüdischen Zahnarztes, der in der Zeit des Nationalsozialismus emigrierte. Seine arische Frau Lotte blieb mit Kind in Deutschland. Als „Halbjude“ konnte Stulz seine Schulbildung nicht abschließen und arbeitete in einer Fabrik in Hirschberg. Mitte der 1930er Jahre emigrierte er in die Schweiz und kehrte nach Kriegsende nach Deutschland zurück. In der SBZ holte er 1948 sein Abitur nach. Er studierte von 1948 bis 1952 an der Humboldt-Universität zu Berlin Geschichtswissenschaften und Philosophie. Einen Studienschwerpunkt hatte er am Institut für Wirtschaftsgeschichte bei Jürgen Kuczynski. 1952 legte er das Staatsexamen ab und erhielt eine außerplanmäßige wissenschaftliche Aspirantur. Zudem wurde er 1952 zunächst wissenschaftlicher Assistent, später bis 1966 Oberassistent am Institut für Deutsche Geschichte der Universität. Seine Dissertation vom 27. Februar 1957 begutachtete Erich Paterna. 1966 habilitierte er sich mit der Arbeit Friedliche Koexistenz oder kalter Krieg. Ein Beitrag zur Strategie und Taktik der herrschenden Kreise der USA im Bereich der internationalen Beziehungen beim Übergang von der ersten zur zweiten Etappe der allgemeinen Krise des Kapitalismus. Im Februar 1967 wurde er zunächst Dozent für Neueste Geschichte und Zeitgeschichte, im September 1970 ordentlicher Professor am Institut für Deutsche Geschichte der Humboldt-Universität.
Zu Beginn seiner akademischen Laufbahn befasste sich Stulz vor allem mit dem 18. Jahrhundert, später dann mit der neueren Geschichte. Weitere Verbreitung erreichte sein erstmals 1973 im Militärverlag der Deutschen Demokratischen Republik erschienenes Buch Schlaglicht Atom,  eine Geschichte der Kerntechnik.

## Arbeit für die UNESCO und Haft in der DDR
Nach der Lehrtätigkeit an der Humboldt-Universität wurde Stulz, nun Diplomat, im Januar 1975 als Direktor der Abteilung für kulturelle Studien im Sekretariat der UNESCO nach Paris entsandt. Ab August 1977 war er Direktor für Kulturerbe mit einem Arbeitsvertrag, der zum 31. August 1985 enden sollte.
Auf einer Dienstreise in der DDR wurde Stulz am 8. März 1980 verhaftet. Am 20. August 1980 wurde er wegen Nicht-Anzeige einer Straftat gemäß § 245 Strafgesetzbuch der DDR zu drei Jahren Haft verurteilt; seine Ehefrau sollte für den Bundesnachrichtendienst gearbeitet haben. Er stritt ab, persönlich je mit dem BND in Kontakt gestanden zu haben. Die UNESCO zahlte zunächst bis August 1982 sein Gehalt an die Ehefrau, dann bis zur Frühpensionierung 1985 auf ein Sperrkonto weiter. Das Ehepaar wurde 1981 geschieden. Nach seiner Haftentlassung erhielt er eine Anstellung als wissenschaftlicher Mitarbeiter am Institut für Geschichte der Akademie der Wissenschaften der DDR.
Stulz heiratete 1985 erneut. Im Juli 1989 durfte er aus der DDR ausreisen. Er erhielt von der UNESCO einen Beratervertrag für den Zeitraum 1. März – 31. August 1990. Pensionsansprüche konnte er gegen die UNESCO durch ein Urteil des Tribunals der ILO 1993 durchsetzen.

## Bergsteiger
Der Vater von Stulz hatte um die Jahrhundertwende in Krummhübel im Riesengebirge ein Haus gekauft, sodass sein Sohn früh mit den Bergen in Berührung kam. Als Bergsteiger nahm er 1958 an einer Expedition im Kaukasus samt Elbrus-Besteigung teil. 1962 war er Teilnehmer der DDR-Anden-Feuerland-Expedition. Hier gehörte er zu den Erstbesteigern der Punta Hoff.
Mit dem Reiseschriftsteller Fritz Rudolph leitete er 1965 eine Gruppe, die die Sowjetrepubliken Usbekistan und Tadschikistan und deren Bergwelt besuchte. Er nahm auch an der vierköpfigen DDR-Afrika-Expedition 1968 teil, die den Kilimandscharo, Ngorongoro-Krater und den Serengeti-Nationalpark besuchte.
Von 1970 bis 1974 war Stulz Präsident des Deutschen Verbandes für Wandern, Bergsteigen und Orientierungslauf der DDR.